# Before We Go
Before We Go ist ein US-amerikanisches Liebesdrama aus dem Jahr 2014 von Chris Evans, der zudem den Part der männlichen Hauptrolle übernahm.

## Handlung
Brooke Daltons Handtasche wurde gestohlen. Auch hat sie ihr Handy auf dem Weg zum letzten Zug, den sie verpasst, verloren und benötigt dringend eine Fahrgelegenheit von New York City nach Boston. In der Grand Central Station trifft sie auf den Straßenmusiker Nick, der ihr das nun kaputte Handy zurückgibt und ihr ganz uneigennützig helfen will. Nick schlägt vor, dass sie in einem Ausbeutungsbetrieb, der mit gestohlenen Handtaschen handelt, nach der Tasche suchen. Während Nick im Inneren des Gebäudes nach der Tasche sucht, bittet Brooke zwei Streifenpolizisten um Unterstützung. Bei deren Zugriff flüchten die Taschenhändler samt ihrer Tasche und Nick wird niedergestreckt.
Frustriert machen sich Brooke und Nick auf den Weg zur Hochzeitsfeier eines Freundes von Nick, in der Hoffnung, Geld für Brookes Rückreise nach Boston zu bekommen. Auf dem Weg dorthin lernen sich die beiden näher kennen. Brooke ist nach New York gefahren, um ein Gemälde zu kaufen, während Nick als Trompetenspieler bei Duke Terry vorspielen möchte.
Aufgrund einer falschen Adresse finden sich Brooke und Nick auf einer Veranstaltung wieder, auf welcher sie für Mitglieder der bestellten Band gehalten werden. Nachdem ihnen der Veranstalter Geld und ein Hotelzimmer zur freien Nutzung in Aussicht stellt, beginnen Brooke und Nick mit einem improvisierten Auftritt, bei dem sie My Funny Valentine singen und spielen. Als die echte Band erscheint, flüchten die beiden in das Hotelzimmer. Nicks Versuch, eine Autofahrt für Brooke von New York nach Boston auf Kosten des Hotelzimmers zu organisieren, scheitert.
Nachdem auch die letzte Möglichkeit eines Nachtbusses nach Boston fehlschlägt und Brooke keine Hoffnung mehr hat, rechtzeitig vor der Rückkehr ihres Mannes zu Hause anzukommen, kontaktiert sie telefonisch eine Freundin und bittet sie in ihr Haus einzudringen und einen Brief zu entwenden, welchen Brooke zuvor für ihren Mann hinterlassen hatte.
Brooke und Nick finden zur richtigen Adresse der Feier und treffen dort unter anderem auf Hannah, Nicks Ex-Freundin. Nach einem kurzen Gespräch verlässt Nick das Lokal und erzählt Brooke die Geschichte seiner Beziehung zu Hannah und der schmerzlichen Trennung. Auf Brookes Drängen hin kehrt Nick nochmals ins Lokal zurück und vereinbart mit Hannah ein gemeinsames Treffen für den nächsten Tag. Außerdem erfährt er, dass Hannah schwanger ist.
Brooke und Nick lassen sich durch das nächtliche New York treiben und stoßen dabei auf einen Hellseher, welcher sie zu einer kostenlosen Sitzung einlädt. Brooke nutzt die Gelegenheit, nochmals bei ihrer Freundin anzurufen, um zu überprüfen, ob diese den Brief an sich genommen hat. Als sie erfährt, dass der Plan nicht funktioniert hat, ist Brooke am Boden zerstört. Sie erklärt Nick, dass der von ihr geschriebene Brief das Ende ihrer Ehe bedeuten würde. Brooke hatte herausgefunden, dass ihr Mann seit Monaten eine Geliebte hatte, mit dem Brief wollte Brooke ihre Ehe beenden. In der früheren Rückkehr ihres Mannes sieht Brooke jedoch ein Zeichen dafür, dass er seine Affäre beendet und sich für seine Ehe mit Brooke entschieden hat, und will nunmehr verhindern, ihre Ehe aufs Spiel zu setzen.
Nick und Brooke suchen das Hotelzimmer von Nicks Freund Danny auf und verbringen die restliche Nacht mit gemeinsamen Gesprächen. Am Morgen kehren die beiden zur Grand Central Station zurück. An einer Telefonzelle spielt Nick vor, sich selbst anzurufen, um „seinem Ich“ aus der Vergangenheit zu erklären, dass er eine Frau treffen wird, die er nicht gehen lassen soll, weil „sein Ich“ sie mehr braucht als sie ihn. Die beiden küssen sich ein letztes Mal und Brooke nimmt den Zug nach Boston, ein Lächeln auf ihren Lippen.

## Synchronisation
| Rolle          | Schauspieler     | Synchronsprecher   |
| -------------- | ---------------- | ------------------ |
| Nick Vaughan   | Chris Evans      | Dennis Schmidt-Foß |
| Brooke Dalton  | Alice Eve        | Maria Koschny      |
| Hannah Dempsey | Emma Fitzpatrick | Ilona Otto         |
| Danny          | Mark Kassen      | Marcel Collé       |
| Harry          | John Cullum      | Joachim Tennstedt  |

## Hintergrund
Der Film hatte am 12. September 2014 beim Toronto International Film Festival seine Premiere.

## Trivia
Auch Chris Evans’ Bruder Scott ist in einer kleinen Nebenrolle als Concierge im Film zu sehen.